# Estoy sentado en una habitación
Estoy sentado en una habitación (1969) es una obra multimedia del compositor estadounidense Alvin Lucier y una de las obras más conocidas del mismo. Para la pieza, Lucier mismo narra un texto grabando su voz; luego repite la grabación de nuevo en la sala y vuelve a grabarlo. La nueva grabación se reproduce a continuación y vuelve a grabar, y este proceso se repite múltiples veces. Todas las habitaciones tienen característica de resonancia o frecuencias formantes (por ejemplo, diferentes entre un gran salón y una habitación pequeña), el efecto es que algunas frecuencias se acentúan a medida que resuenan en la habitación, hasta que al final las palabras se vuelven ininteligibles, sustituida por las armonías resonantes puros y los tonos de la habitación en sí. El texto recitado describe este proceso en acción empieza "Estoy sentado en una habitación, diferente de la que está ahora. Estoy grabando el sonido de mi voz que habla", y la razón de ser, concluyendo: "Yo considero esta actividad no tanto como una demostración de un hecho físico, sino más bien como una forma de suavizar las irregularidades que mi discurso pueda tener ", refiriéndose a su propia tartamudez.
Lucier también ha especificado que una actuación no tiene que usar su texto y el rendimiento puede ser registrado en cualquier sitio. El propio compositor ha grabado la pieza en al menos una habitación que no encontró estéticamente aceptable.
En su repetición y medios limitados, estoy sentado en una sala de filas con los mejores logros del Minimal. En su repetición y medios limitados, estoy sentado en una sala de filas con los mejores logros del Minimal
-Strickland (2000),
La primera grabación de "Estoy sentado en una habitación" se hizo en el Estudio de Música Electrónica en la Universidad de Brandeis en 1969.

## Texto completo
El texto que pronuncia Lucier describe el proceso de la obra, concluyendo con una referencia a su propia tartamudez:

I am sitting in a room different from the one you are in now. I am recording the sound of my speaking voice and I am going to play it back into the room again and again until the resonant frequencies of the room reinforce themselves so that any semblance of my speech, with perhaps the exception of rhythm, is destroyed. What you will hear, then, are the natural resonant frequencies of the room articulated by speech. I regard this activity not so much as a demonstration of a physical fact, but more as a way to smooth out any irregularities my speech might have.
Estoy sentado en una habitación diferente a la que tú estás ahora. Estoy grabando el sonido de mi voz al hablar y yo voy a reproducir de nuevo en la habitación una y otra vez hasta que las frecuencias de resonancia de la sala se refuercen a sí mismas de manera que cualquier apariencia de mi discurso, tal vez con la excepción del ritmo, se destruya. Lo que va a escuchar, por lo tanto, son las frecuencias de resonancia naturales de la habitación articuladas por el discurso. Considero esta actividad no tanto una demostración de un hecho físico, sino más bien como una forma de suavizar cualquier irregularidad que mi discurso pueda tener.
Alvin Lucier